# Alfarrasí
Alfarrasí (en castillan, nom officiel) ou Alfarrasí, également Afarassí (en valencien) est une commune de la province de Valence, dans la Communauté valencienne, en Espagne. Elle est située dans la comarque de la Vall d'Albaida et dans la zone à prédominance linguistique valencienne. Sa population s'élevait à 1 284 habitants en 2013.

## Géographie

Localisation d'Alfarrasí
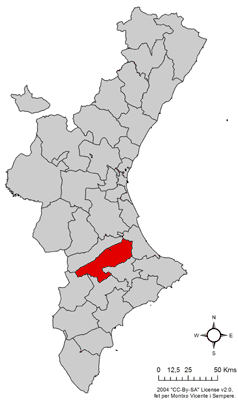
dans la Communauté valencienne.
dans la comarque de la Vall d'Albaida.

La commune est située au centre du Vall d'Albaida, sur la rive gauche du rio Albaida, au voisinage de son confluent avec le rio Clariano. L'altitude moyenne est de 200 m. Le territoire municipal est peu accidenté, et n'a pas de hauteurs importantes, à l'exception d'un petit promontoire, sur lequel se trouve un ermitage. Le sol est blanchâtre, à cause des marnes et argiles qui le constituent. Les rios Albaida et Clariano forment les limites Est et Sud; le premier alimente le canal d'irrigation d'Alfarrasí. Le village est traversé par la route de Valence à Alicante, au voisinage de laquelle il se développe.
Depuis Valence, on accède à la localité par la A-7, avant d'emprunter la N-340.

### Localités limitrophes
Le territoire municipal de Alfarrasí est voisin de celui des communes suivantes : Benisuera, Guadasequies, Montaverner, Ollería, Palomar et Sempere, toutes situées dans la province de Valence.

## Histoire
Le nom de la commune est d'origine arabe. Sa conquête par le roi Jacques Ier d'Aragon date de 1244. Son premier seigneur fut Llorenç Rocafull. De 1244 à 1707, le village appartint au gouvernorat de Xàtiva, et dépendit ecclesiastiquement de Benigánim jusqu'en 1542. De nombreux morisques y habitaient, et, après leur expulsion, le lieu fut pratiquement dépeuplé jusqu'en 1625. Au milieu du XVIIIe siècle, la maison de Fuenteclara le vendit aux enchères pour pouvoir payer ses créanciers. En 1813, les Français installèrent un détachement militaire au lieu-dit la Batería. De 1822 à 1833, avec la nouvelle répartition territoriale résultant des Cortes de Cadix, la municipalité fit partie de la province de Xàtiva.

## Démographie
Après une forte émigration vers l'Amérique du Sud au début du XXe siècle, la population va croître de nouveau à partir des années soixante, avec l'implantation d'industries textiles et du plastique. Lors du recensement de 2001, 84,11 % des habitants déclaraient savoir parler le valencien.
| 1986  | 1990  | 1991  | 1992  | 1994  | 1996  | 1998  | 2000  | 2001  | 2002  | 2004  | 2005  | 2007  |
| ----- | ----- | ----- | ----- | ----- | ----- | ----- | ----- | ----- | ----- | ----- | ----- | ----- |
| 1 258 | 1 300 | 1 209 | 1 251 | 1 230 | 1 231 | 1 225 | 1 192 | 1 228 | 1 256 | 1 272 | 1 281 | 1 297 |

## Administration
Aux élections de 2003, le PP a obtenu 6 sièges au conseil municipal, contre 3 au PSPV-PSOE.
Liste des maires, depuis les premières élections démocratiques, en 1979.
| Législature | Nom du maire               | Parti politique |
| ----------- | -------------------------- | --------------- |
| 1979-1983   |                            |                 |
| 1983-1987   |                            |                 |
| 1987-1991   | Roberto Vidal Bataller     | PSOE            |
| 1991-1995   | Roberto Vidal Bataller     | PSOE            |
| 1995-1999   | Juan José Calabuig Plá     | PSOE            |
| 1999-2003   | Rosa Adelina Vidal Llorens | PP              |
| 2003-2007   | Rosa Adelina Vidal Llorens | PP              |
| 2007-2011   | Rosa Adelina Vidal Llorens | PP              |

## Économie
La principale production est le raisin de table, suivi par les céréales, les olives, et, de façon moins importante, par les caroubes et les fruits, notamment certaines variétés de pêches. Les cultures irriguées, sur les terres proches de la rivière, concernent essentiellement les céréales et les légumes, consommés localement.
L'activité industrielle s'est développée récemment, elle produit des paniers en plastique et des tricots. Il y a une importante usine de serviettes.

## Patrimoine

### Monuments religieux
- Église paroissiale. Elle fut construite en 1739. Les peintures du presbytère sont de Joaquín Oliet Cruella. Le patron de la paroisse est Saint Jérôme.
- Ermitage du Christ à l'Agonie. Il est situé, depuis des temps immémoriaux, sur une éminence orientée au Sud-Est, avec une vue splendide sur la vallée.

### Gastronomie
- Un plat typique : l'"Arròs al Forn".
- "Coca de pimiento y tomate".
- "Pastissets de boniato".
- Beignets de courge.
- Pot-au-feu.

### Fêtes locales
Les fêtes locales sont les fêtes paroissiales, et celles des Moros y Cristianos. Durant la seconde quinzaine d'août, on célèbre les fêtes du Christ à l'Agonie, de San Roque (patron du village) et de la Vraie Croix (Vera Creu). À Pâques, on célèbre "L'Angelet de la corda".

### Sources
- (es) Cet article est partiellement ou en totalité issu de l’article de Wikipédia en espagnol intitulé « Alfarrasí » (voir la liste des auteurs).